# TABC-79
Der TABC-79 (rumän.: transportorul amfibiu blindat de pentru cercetare, neuere Bezeichnung: ABC-79M) ist ein rumänischer allradgetriebener (4×4) Truppentransportpanzer. Das Fahrzeug ist voll amphibisch.

## Beschreibung
Der TABC-79 ist im Wesentlichen eine verkürzte Version des ebenfalls rumänischen TAB-77-(8×8)-Transportpanzers, der, abgesehen von diversen Modifikationen, baugleich mit dem BTR-70 aus sowjetischer Produktion ist. Das Fahrzeug ist serienmäßig mit einem ABC-Schutzsystem ausgestattet; die Bewaffnung umfasst ein 14,5-mm-Maschinengewehr und ein 7,62-mm-Maschinengewehr vom Typ PKT. Der Munitionsvorrat für die Maschinengewehre beträgt 500 Patronen für das Kaliber 14,5 mm, sowie 2000 Patronen für das Kaliber 7,62 mm. 
Der TABC-79 wurde ursprünglich von RATMIL entworfen, die heute unter dem Namen ROMARM firmiert. Die Produktion wurde mittlerweile eingestellt. Die rumänische Armee ist mit 430 Einheiten der einzige Verwender des Fahrzeugs.
Die Standardbesatzung des Radpanzers beträgt drei Mann und maximal vier Soldaten im Innenraum. Das Fahrzeug kann durch zwei dreieckige Luken links und rechts der Wanne, durch eine Hecktür und durch eine Dachluke verlassen werden. Der TABC-79 existiert in verschiedenen Varianten.
Beim Motor handelt es sich um einen, im Heck untergebrachten, Turbo-Dieselmotor des Typs 798.05N2, der eine Leistung von 154 PS erbringen kann. Der TABC-79 ist ohne Vorbereitungen voll amphibisch. Der Antrieb im Wasser erfolgt mittels eines Propellers am Fahrzeugheck.
Die Fahrzeugvariante ML-A95 ist die Basis des CA-95-Flugabwehrpanzers.